# Nazionale maschile under 25 di football americano dell'Italia
La Nazionale di football americano Under-25 dell'Italia è la selezione maschile di football americano che rappresenta l'Italia nelle varie competizioni ufficiali o amichevoli riservate a squadre nazionali Under-25.

## Dettaglio stagioni

### Amichevoli
| Stagione | Vin | Par | Per | Tot | PF | PS | avversaria                  |
| -------- | --- | --- | --- | --- | -- | -- | --------------------------- |
| 2003     | 0   | 0   | 1   | 1   | 6  | 27 | Gran Bretagna universitaria |
| Totale   | 0   | 0   | 1   | 1   | 6  | 27 |                             |

Fonte: britballnow.co.uk

### Riepilogo partite disputate
| Anno | Luogo | Evento     | Fase del torneo | Incontro                                  | Risultato |
| 2003 | ?     | Amichevole |                 | Gran Bretagna universitaria - Italia U-25 | 27 - 6    |

## Confronti con le altre Nazionali
Questi sono i saldi dell'Italia nei confronti delle Nazionali e selezioni incontrate.

### Saldo positivo
| Nazionale                   | Giocate | Vinte | Pareggiate | Perse | PF | PS | Ultima vittoria | Ultimo pari | Ultima sconfitta |
| --------------------------- | ------- | ----- | ---------- | ----- | -- | -- | --------------- | ----------- | ---------------- |
| Gran Bretagna universitaria | 1       | 0     | 0          | 1     | 6  | 27 | -               | -           | 2003             |